# Bandera de Irán
La actual bandera de la República Islámica de Irán fue adoptada el 29 de julio de 1980 y es uno de los reflejos de la Revolución iraní en este país. 
Los colores verde, blanco y rojo han sido utilizados desde el siglo XVIII por los gobernantes iraníes o persas como enseña, aunque solo en 1906 se confeccionó la primera bandera nacional a base de tres franjas, verde, blanca y roja, en ese orden de arriba hacia abajo. Esta bandera llevaba además el símbolo del león con la espada y un sol detrás, el cual era el símbolo de los emperadores de Irán.

## Banderas históricas

### Banderas dinásticas previas a la Pahlaví

Bandera de Ismail I (1502-1524).
Bandera de Tahmasp I (1524-1576).
Bandera del Imperio Safávida (1501-1736).
Bandera de la Dinastía Zand (1750-1794).
Bandera de Nader Shah (1736-1747).
Bandera de Aqa Mohammad Jan (1779-1797).
Bandera diseñada por el Gran Visir Amir Kabir (n. 1807-m. 1852).
Bandera de Persia (1852-1907).

### Banderas de la Revolución Constitucional Iraní

Bandera del Estado en 1907.
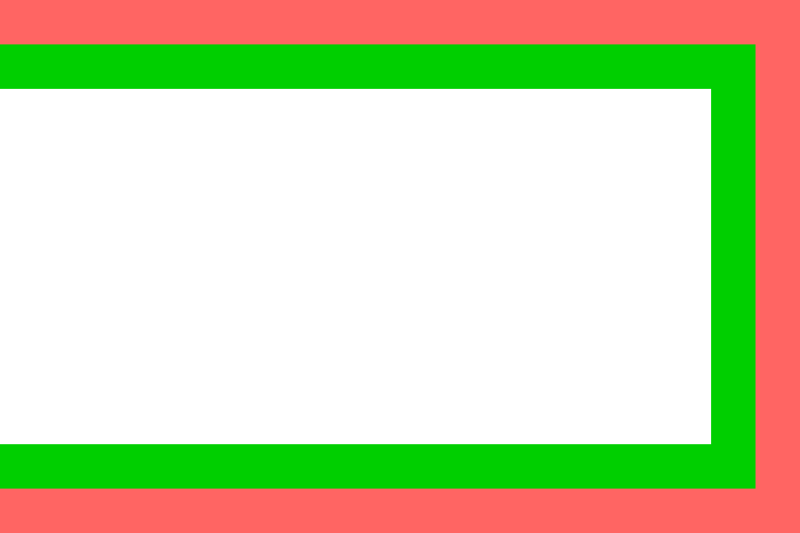
Bandera civil de 1906 a 1933.
Bandera civil de 1907 a 1933.
Bandera de Irán antes de la revolución de 1979

### Banderas en elSigloXX
Después de la Revolución Islámica liderada por el ayatolá Ruhollah Jomeini, la bandera fue reformada: se eliminaron de la franja blanca el símbolo del león y el sol, siendo reemplazado por una figura que representa cuatro medias lunas rodeando una espada. Asimismo, se colocó en las franjas verde y roja, en las partes que limitan con la franja blanca, la frase Allaho Akbar (en árabe Dios es Grande) once veces en cada franja, representando que fue en el día 22 del undécimo mes (bahmán) cuando el Sah Mohamed Reza Pahlavi huyó del país para no volver.

Pabellón naval usado de 1933 a 1980.
Bandera utilizada entre 1964 y el 5 de febrero de 1979 y ahora empleada por la oposición al régimen de la república islámica.
Bandera de Irán desde el 5 de febrero de 1979 hasta el 29 de julio de 1980.